# Ракета-носач
Ракета-носач је ракета која се користи за подизање корисног терета са планете Земље у орбиту или у суборбиталну путању. Поред саме ракете, за лансирање терета неопходна је и лансирна рампа, торањ или зграда за сервисирање ракете док је на лансирној рампи, као и хангар или зграда недалеко од лансирне рампе у којој се врши финална монтажа ракете. Сва та инфраструктура чини један космодром (свемирску луку). Корисни терет је обично вештачки сателит, сонда за истраживање или свемирски (космички) брод са људском посадом.
Једнократне ракете-носачи се користе за само једно лансирање. Обично се одвајају од корисног терета, степен по степен, при пењању, и обично се распадају при паду на Земљу. Поред овог приступа, постоје и ракете-носачи чији се један или више степени може вишекратно користити. Спејс-шатл (енгл. Space shuttle) користио је кућиште два помоћна ракетна мотора на чврсто гориво и по неколико десетина пута. Ракете Фалкон 9 компаније Спејс екс за сада су једине које свој први степен користе више пута уз прегледе између сваког лансирања.
Орбитална лансирна ракета мора подићи свој терет најмање до границе свемира, отприлике 150 km и убрзати га до хоризонталне брзине од најмање 7.814 m/s. Суборбитална возила лансирају свој терет на нижу брзину или се лансирају под угловима елевације већим од хоризонталних.

## Подела

#### По лансирној платформи
- Са копна: космодром или фиксни ракетни силос (Стрела) за преправљене интерконтиненталне балистичке ракете
- Са воде (мора/океана): фиксна платформа (Сан Марко), мобилна плутајућа платформа (Sea Launch) или подморница (Штил, Волна) за преправљене интерконтиненталне балистичке ракете
- Из ваздуха: авион (Пегаз, LauncherOne, Stratolaunch Systems) или балон (Bloostar, ARCASPACE, Orbital Ascender).

#### По величини
Ракете-носачи се по величини могу класификовати на више начина. NASA користи класификациону шему коју је развила Аугустинова комисија при дебати о замени спејс-шатла:
- метеоролошка ракета користи се за изучавање атмосфере или за врло кратке експерименте у бестежинском стању, омогућава суборбиталне летове и не може послати терет у орбиту,
- ракета-носач мале носивости може у ниску Земљину орбиту (НЗО) да достави до 2.000 kg,
- ракета-носач средње носивости може у НЗО да достави између 2.000 и 20.000 kg,
- ракета-носач тешке категорије може у НЗО да достави између 20.000 и 50.000 kg,
- ракета-носач супер-тешке категорије може у НЗО да достави преко 50.000 kg.

Аријанаспејс, европски произвођач ракета-носача, такође класификује своју Аријану 5 у тешку категорију, пошто је њена носивост у НЗО мало преко 20.000 килограма; поред тога, ракету Сојуз-2, коју такође користи, класификује као ракету-носач средње носивости.

## Занимљивости
- Највиша ракета-носач до сада била је америчка Сатурн V[16][17] из пројекта Аполо, и била је висока 111 метара (као зграда од 44 спрата);
- Највећи пречник имао је први степен совјетске ракете Н-1[18][19][20] и износио је 17 метара; прва следећа на листи је Сатурн V са 10,1 метара;
- Највећу масу при полетању имала је РН Сатурн V – 2.938.000 kg, што је исто као 13 Кипова слободе;
- Највећи потисак при полетању са лансирне рампе (рачуна се потисак на нивоу мора) имао је први степен ракете Н-1, и износио је 45,4 MN или 58,4 милиона коњских снага;
- Највећи однос потиска и масе имала је ракета Делта II – 683.926.57 kg потиска/231.870 kg = 2,949, па је тако достизала брзину од 1 Маха само 33 секунде по полетању;
- Највише мотора у склопу једног степена имала је ракета Н-1 – први степен садржао је 30 НК-15 ракетних мотора (касније је планирана и верзија Н-1Ф са снажнијим НК-33 моторима, али она је отказана када су САД спустиле човека на Месец);
- Фамилија ракета-носача са највећим бројем летова до сада (мај 2016) је Сојуз/Р-7 – 1.862;
- Највише узастопних успешних лансирања до сада (април 2020) постигла је америчка Делта II – 100;
- Највећу масу у ниску Земљину орбиту могла је да понесе ракета Сатурн V – 140.000 килограма;
- Највише сателита при једном лансирању понела је индијска ракета PSLV 2017. године – 104;[21][22]